# Мауро Бергамаско
Мауро Бергамаско (енгл. Mauro Bergamasco; 1. мај 1979) је један од најбољих италијанских рагбиста свих времена који тренутно игра за екипу Зебре (рагби јунион) у лиги Про 12.

## Биографија
Висок 185 цм, тежак 98 кг, Бергамаско је у каријери играо за Петрарку, Бенетон Тревизо (рагби јунион), Стад Франс и Аирони пре него што је прешао у Зебре. За италијанску репрезентацију одиграо је 106 тест мечева и постигао 15 есеја.